# Principat (Roma)
El Principat és el nom que rep el sistema polític vigent durant el primer període de l'Imperi Romà, estenent-se des del regne de Cèsar August (27 aC) fins a la mort d'Alexandre Sever l'any 235, quan es va iniciar el període conegut amb el nom d'Anarquia militar. Després d'aquest període, Dioclecià, l'any 284, va instaurar el Dominat.
El Principat es caracteritza per l'esforç per part dels emperadors de preservar una il·lusió de continuïtat respecte a la República Romana. En general els emperadors respectaven la llei i els costums, i no feien excessiva ostentació de poder. A la pràctica però va ser un període d'absolutisme il·lustrat, amb algunes derives cap a sistemes de monarquies gairebé constitucionals.
El sistema el va instaurar Cèsar August, que com el seu antecessor Juli Cèsar, no va voler proclamar-se rei per evitar conflictes amb els republicans. Es va originar a partir de l'acumulació de càrrecs que tenia August, que després de la batalla d'Àccium (31 aC) tenia els poders de tribú de la plebs i, per tant, immunitat i dret a veto de les decisions dels senadors, cònsol, governant suprem, comandant en cap de l'exèrcit, i amb capacitat de promulgar lleis, i princeps senatus (primer home del Senat). Per això es va fer nomenar princeps, que en llatí significa "el primer", per transmetre la idea que tan sols era un Primus inter pares (primer entre iguals). La intenció inicial era que aquest càrrec especial fos temporal, però les circumstàncies del moment el van convertir en hereditari i es va perllongar en el temps.
Per posar fi a la Crisi del Tercer Segle, l'emperador Dioclecià va refundar l'imperi i va substituir el Principat pel Dominat, que abandonaria les pretensions de donar aparença dels antics costums republicans i evolucionaria cap a una monarquia absoluta.